# كأس أوغندا 1971
كأس أوغندا 1971 (بالإنجليزية: 1971 Uganda Cup)‏ هو موسم من كأس أوغندا. فاز فيه Coffee United SC ‏.